# 無私
無私（むし）とは、私心・我利・我欲・エゴなどの「自分のため」といった感情がない状態。または、その人自身が他を認識する為の私的評価基準などを排除して、他の存在自体・そのもの自体を認識できる状態のこと。
無私の境地で判断する事によって、そのもの自体をより確実に正確に認識できるようになる。日本の禅も、この無私の境地の訓練方法の一つである。